# اسکات پوتسکی
اسکات میچل پوتسکی (انگلیسی: Scott Mitchell Putesky؛ زادهٔ ۲۸ آوریل ۱۹۶۸؛درگذشته ۲۲ اکتبر ۲۰۱۷) که بیشتر با نام هنری‌اش دیزی برکویتز (به انگلیسی: Daisy Berkowitz) شناخته می‌شد، موسیقی‌دان اهل ایالات متحده آمریکا بود. او گیتاریست اصلی و یکی از بنیان‌گذاران گروه اینداستریال راک مریلین منسون بود. نام هنری وی ترکیبی از نام بازیگر آمریکایی، دیزی دوک و قاتل سریالی آمریکایی، دیوید برکویتز است. او در ۸ مه ۱۹۹۶، درحالی‌که گروه مریلین منسون در حال ضبط آلبوم ابرستاره ضدمسیح بود از گروه جدا شد.